# Sulbenicilină
Sulbenicilina este un antibiotic din clasa penicilinelor cu spectru larg, utilizat în tratamentul unor infecții bacteriene. A fost utilizat în asociere cu dibekacina.